# 君住む街へ (オフコースのアルバム)
『君住む街へ 1984→1988』（きみすむまちへ 1984 1988）は、1989年2月1日に発売されたオフコース通算13作目の非監修ベスト・アルバム。

## 解説
解散の発表を受けファンハウス移籍後にリリースされた作品のうち、1985年から1988年の間に行われた3回のコンサートツアーで演奏された楽曲を中心に選曲されたベスト・アルバム。「OFF COURSE TOUR 1988-'89 “STILL a long way to go”」の最終公演地、日本武道館での3日間公演初日にリリースされた。
シングルでリリースされたM-2「夏の日」、M-3「IT’S ALL RIGHT (ANYTHING FOR YOU)」、M-12「君が、嘘を、ついた」のいずれもアルバム・ヴァージョンで収録されているほか、M-16「君住む街へ」はシングル、アルバム・ヴァージョンとも異なる音源で収録されている。
ジャケットとケース裏面には、日本武道館でのステージ後方から満員の客席を撮影した写真が使われている。

## 収録曲
| 全編曲: オフコース（#8除く）、Peter Wolf & OFF COURSE（#8）。 |                                         |                         |                  |       |
| #                                                             | タイトル                                | 作詞                    | 作曲             | 時間  |
| 1.                                                            | 「昨日 見た夢」                         | 小田和正                | 小田和正         | 4:49  |
| 2.                                                            | 「夏の日」                              | 小田和正                | 小田和正         | 5:00  |
| 3.                                                            | 「IT'S ALL RIGHT (ANYTHING FOR YOU)」   | 小田和正                | 小田和正         | 4:41  |
| 4.                                                            | 「君の倖せを祈れない」                  | 小田和正                | 松尾一彦         | 4:19  |
| 5.                                                            | 「白い渚で」                            | 小田和正                | 小田和正         | 4:23  |
| 6.                                                            | 「逢いたい」                            | 吉田拓郎                | 清水仁           | 5:04  |
| 7.                                                            | 「気をつけて」                          | 小田和正                | 小田和正         | 5:42  |
| 8.                                                            | 「ENDLESS NIGHTS」                      | Randy Goodrum           | Kazumasa Oda     | 4:46  |
| 9.                                                            | 「もっと近くに (as close as possible)」 | 小田和正・Randy Goodrum | 小田和正         | 5:34  |
| 10.                                                           | 「she's so wonderful」                  | 小田和正                | 小田和正         | 4:35  |
| 11.                                                           | 「I'm a man」                           | 秋元康                  | 松尾一彦         | 5:02  |
| 12.                                                           | 「君が、嘘を、ついた」                  | 小田和正                | 小田和正         | 4:40  |
| 13.                                                           | 「夏の別れ」                            | 小田和正                | 小田和正         | 4:30  |
| 14.                                                           | 「Tiny Pretty Girl」                    | 松本一起                | 松尾一彦・清水仁 | 4:27  |
| 15.                                                           | 「緑の日々」                            | 小田和正                | 小田和正         | 4:32  |
| 16.                                                           | 「君住む街へ」                          | 小田和正                | 小田和正         | 5:18  |
| 合計時間:                                                     | 合計時間:                               | 合計時間:               | 合計時間:        | 77:22 |

## クレジット
- ART DIRECTION : NOBUYOSHI MINEGISHI
- DESIGN : SAYURI HARA
- PHOTOGRAPHY : YUKIO FUKUZATO

## リリース履歴
| # | 発売日        | リリース                              | 規格 | 品番      | 備考                       |
| - | ------------- | ------------------------------------- | ---- | --------- | -------------------------- |
| 1 | 1989年2月1日  | ファンハウス                          | CD   | 28FD-7058 | カラーレーベル使用。       |
| 1 | 1989年2月1日  | ファンハウス                          | CT   | 25FC-7058 | カセット同時発売。         |
| 2 | 2022年6月15日 | Ariola Japan / Sony Music Labels Inc. | CD   | FHCL-3015 | リマスタリングによる再発。 |